# شارل هرمیت
شارل هرمیت (به فرانسوی: Charles Herimite) (زاده ۲۴دسامبر ۱۸۲۲، وفات ۱۴ ژانویه ۱۹۰۱) ریاضیدان معروف فرانسوی بود که تحقیقاتی روی نظریه اعداد،فرم درجه دوم،نظریه نامتغیر،چندجمله‌ای‌های متعامد،تابع بیضوی و جبر انجام داد.